# Шарль Ерню
Шарль Ерню (фр. Charles Hernu; 3 липня 1923, Кемпер — 17 січня 1990, Віллербанн) — французький політик та державний діяч, міністр оборони Франції (1981—1985).

## Біографія
Народився 3 липня 1923 в Кемпері. Закінчив Левенський католицький університет.
Почав свою кар'єру в національній зовнішньоторговельній палаті. У 1953 році він заснував якобінський клуб, близький за поглядами до Радикально-соціалістичної партії. У 1956 році був обраний до Національної асамблеї Франції від Республіканського фронту, проте після повернення Шарля де Голля до влади позбувся депутатського мандата.
У 1962 році брав участь в створенні Об'єднаної соціалістичної партії, в 1971 році вступив в Соціалістичну партію, був її експертом з питань оборонної політики.
З 1977 по 1990 рік обіймав посаду мера міста Віллербанн.
У 1981—1985 роках був міністром оборони Франції у кабінетах П'єра Моруа та Лорана Фабіуса. Пішов у відставку через скандал, викликаний атакою французьких спецслужб на судно «Rainbow Warrior».
У 1986 році знову був обраний до парламенту Франції й був депутатом до своєї смерті.
Був членом різних масонських лож.
Помер 17 січня 1990 у Віллербанні.
У 1996 році журнал «L'Express» опублікував статті, в яких стверджувалося, що під кодовими іменами «Андре» і «Діну» Шарль Ерню був агентом Радянського Союзу. Координатор роботи французьких спецслужб Костянтин Мельник висловив сумнів у правдивості цієї інформації, заявивши, що: «Можливо, він не був завербований, але ваша [радянська] резидентура мала у Франції розгалужені зв'язки з політичними діячами, міністрами, журналістами, яких вона успішно використовувала як агентів впливу».